# جونزبرو (آرکانزاس)
جونزبرو (آرکانزاس) (به انگلیسی: Jonesboro, Arkansas) یک شهر در ایالات متحده آمریکا با جمعیت ۷۰٬۱۸۷ نفر است که در شهرستان کریگهید، آرکانزاس واقع شده‌است.